# ハウゲスン
ハウゲスン( Haugesund)は、ノルウェーの都市。人口33665人（2004年）。ローガラン県に属する。ローガラン県西部に位置し、ノルウェーのほぼ西端に位置する。北海に近いが、いくつかの諸島によって北海とは隔てられている。

## 姉妹都市
- イースタッド、スウェーデン
- エムデン、ドイツ